# Norrköping
Norrköping (švédsky  ˈˈnɔrɕøːpɪŋ) je město v Östergötlandu na východním pobřeží Švédska. Má 83 561 obyvatel a je centrem švédské správní jednotky Norrköping s 127 000 obyvateli. V počtu obyvatel je ve Švédsku na desátém místě. Město leží u ústí řeky Motala ström do zátoky Baltského moře. Splavnost řeky Motala ström a dobrý přístav byly faktory, které způsobily prudký rozvoj tohoto průmyslového města, které je známo svým textilním průmyslem.
Město má několik přezdívek, např.: „švédský Manchester“, „Peking“ a „Surbullestan“ (Surbulle byla místní přezdívka pro textilní dělníky, a stan je zkrácenina slova Staden, které ve švédštině znamená město.

## Partnerská města
- Esslingen, Německo
- Klaksvík, Faerské ostrovy
- Kópavogur, Island
- Linec, Rakousko
- Odense, Dánsko
- Riga, Lotyšsko
- Tampere, Finsko
- Trondheim, Norsko